# Іркутський державний університет
Іркутський державний університет, ІДУ (рос. Ирку́тский госуда́рственный университе́т, ИГУ) — вищий навчальний заклад міста Іркутська, найстаріший університет Східного Сибіру. Входить до Асоціації класичних університетів Росії.

## Історія
Іркутський державний університет був заснований 27 жовтня 1918 року Сибірським Тимчасовим урядом під назвою «Східно-Сибірський університет». Засновником університету й першим ректором був філософ і педагог професор Рубінштейн М. М..
Першими факультетами були історико-філологічний та юридичний. Після серії реорганізацій в 1920-ті роки, в 1930 році університет був розформований, а восени 1931 року знову почав роботу як «Східно-Сибірський університет». До його складу увійшли три відділення: хімічна, ґрунтово-географічне і фізичне; тоді ж відновилася лекційна форма занять, а в травні 1933 року була відновлена факультетська система. Був проведений набір на 4 факультети: фізико-математичний, біологічний, хімічний, геолого-ґрунтово-географічний; гуманітарний факультет був відновлений в 1940 році. Від 1930-х років в університеті пріоритетними стали природничі спеціальності.
Починаючи з 1925 року університет навчав з різних спеціальностей та проводив наукове стажування іноземних громадян з Монголії, Китаю, африканських і арабських країн.
Цей університет відомий своїми фундаментальними дослідженнями, в тому числі, в галузі екології (в регіоні знаходиться озеро Байкал). З 1997 року зазначений університет має свій офіційний вебсайт.
За радянських часів університет носив ім'я Жданова А. О.: Іркутський державний університет імені А. О. Жданова.
У 2006 р. Іркутський державний університет успішно пройшов державну атестацію й акредитацію РФ. На той момент у ньому навчалося близько 18 тисяч студентів. З 2006 р. студенти університету мають можливість отримувати стипендію «англ. Oxford Russia Fund» (близько 180 студентів її вже отримують). Має наукову бібліотеку, яка включає понад 2000 найменувань джерел. Університет має філії в Братську і Ангарську.
У складі університету працюють 7 спеціалізованих учених рад і 8 великих наукових підрозділів («НОЦ Байкал», Центр нових інформаційних технологій (ЦНІТ), Астрономічна обсерваторія, Міжрегіональний інститут суспільних наук (МІСН), Ботанічний сад, Науково-інформаційний центр вивчення Монголії (НІЦВМ), Науково-дослідний інститут прикладної фізики (НДІПФ), Науково-дослідний інститут біології (НДІБ) й ін.). Іркутський державний університет активно співпрацює з Монгольським університетом (Монголія), Савойським університетом (Франція) та з іншими університетами та науково-дослідними організаціями.
Від 25 до 30 листопада 2008 р. в Іркутському державному університеті відбулися заходи, присвячені 90-річчю університету.
16 листопада 2012 р. відбулася Конференція трудового колективу університету з виборів ректора, на якій більшістю голосів новим ректором був обраний Олександр Валерійович Аргучинцев.
Понад 80000 фахівців стали випускниками ІДУ, серед них 1079 іноземних громадян із Монголії, Китаю, африканських і арабських країн. Нині в ІДУ навчається понад 300 студентів із 27 країн з-за кордону РФ.

## Інститути
- Байкальська міжнародна бізнес-школа
- Інститут математики, економіки та інформатики
- Інститут соціальних наук
- Міжнародний інститут економіки й лінгвістики
- Юридичний інститут
- Педагогічний інститут

## Факультети
- Біолого-ґрунтовий факультет
- географічний факультет
- геологічний факультет
- Історичний факультет
- Факультет психології

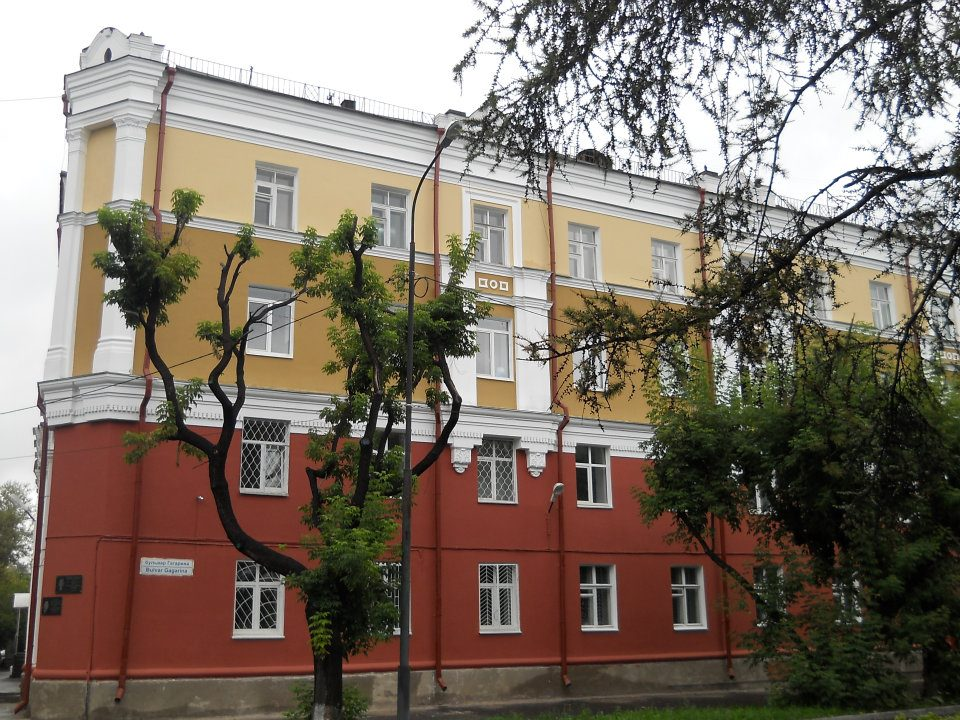
Корпус факультету філології та журналістики ІДУ

- Факультет релігієзнавства й теології
- Факультет сервісу і реклами
- Факультет філології та журналістики
- Фізичний факультет
- Хімічний факультет
- Сибірсько-американський факультет

## Підрозділи

### Загальноуніверситетські кафедри
- Кафедра водних ресурсів ЮНЕСКО
- Кафедра фізичного виховання та спорту
- Кафедра іноземних мов
- Кафедра педагогіки і гуманітарних технологій

### Освітні центри
- Ангарський освітній центр
- Культурно-освітній центр Інститут Конфуція ІДУ
- Соціально-економічний коледж факультету сервісу й реклами

### Наукові організації
- НДІ прикладної фізики
- НДІ біології

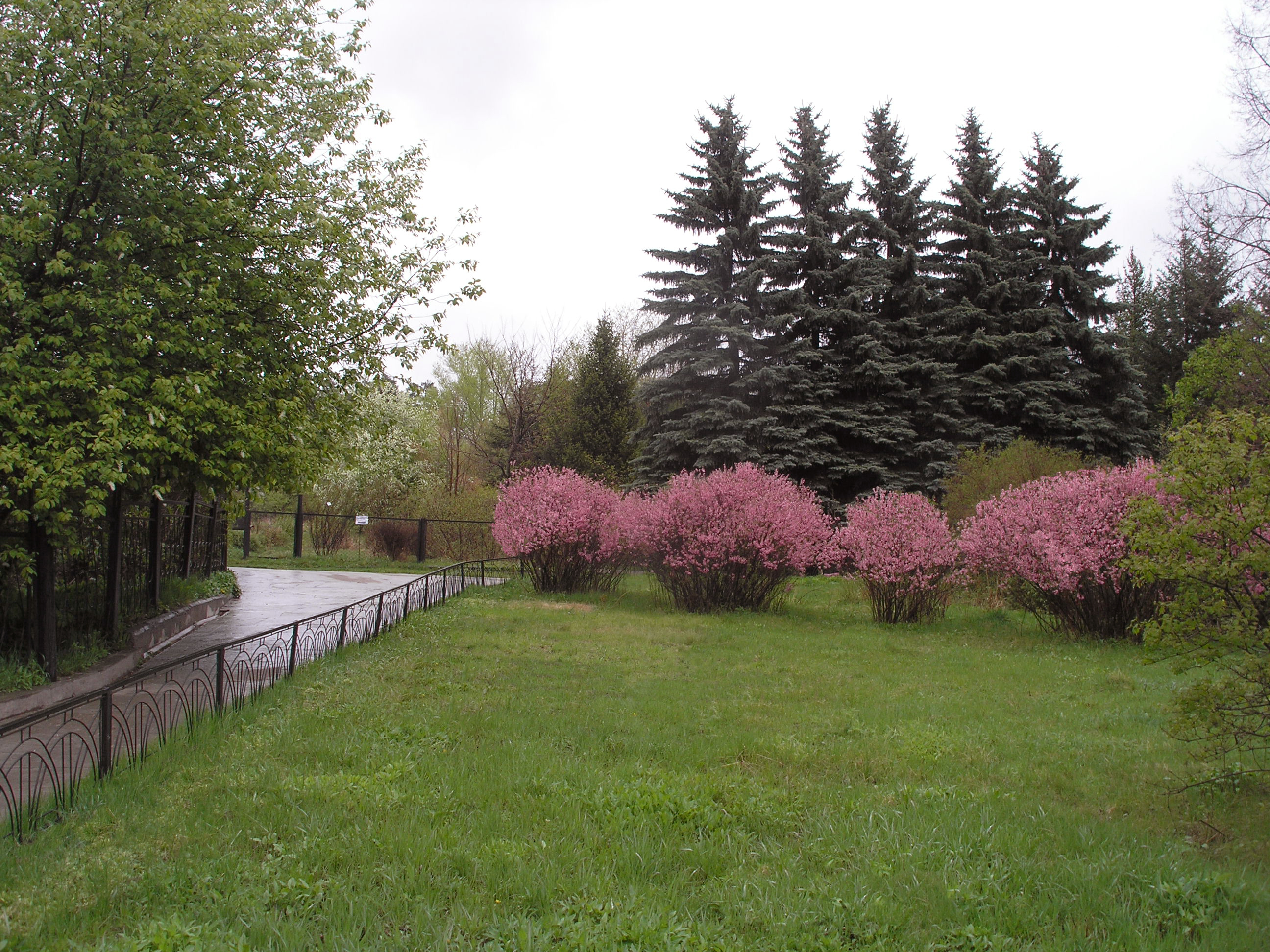
у Ботанічному саду ІДУ

- Інститут нафто- і вуглехімічного синтезу
- Ботанічний сад Іркутського державного університету
- Астрономічна обсерваторія Іркутського державного університету
- Міжрегіональний інститут суспільних наук

## Ректори університету
- У 1918—1920 роках — Рубінштейн Мойсей Матвійович;
- у 1920—1929 рр. — Бушмакин Микола Дмитрович;
- у 1929—1930 рр. — Чуіч Георгій Трифонович;
- у 1931—1935 рр. — Русаков Григорій Костянтинович;
- у 1935—1945 рр. — Шевцов Микола Степанович;
- у 1945—1956 рр. — Деуля Тарас Тимофійович;
- у 1956—1962 рр. — Рогов Віктор Якович;
- у 1962—1967 рр. — Бочкарьов Петро Федосійович;
- у 1967—1976 рр. — Лосєв Микола Хомич;
- у 1977—1989 рр. — Козлов Юрій Павлович;
- у 1990—1997 рр. — Шмідт Федір Карлович;
- у 1997—2012 рр. — Смирнов Олександр Ілліч;
- з 2012 р. — Аргучинцев Олександр Валерійович.

## Видання
- Журнал «Звістки Іркутського державного університету» (рос. Известия Иркутского государственного университета);
- журнал «Сибірський юридичний вісник» (рос. Сибирский юридический вестник);
- електронний журнал «Бізнес-освіта в економіці знань» (Бизнес-образование в экономике знаний);
- газета «Іркутський університет» (рос. Иркутский университет).

## Відзнаки
Університет нагороджений монгольським орденом Трудового Червоного Прапора.